# Graptoppia tanaitica
Graptoppia tanaitica är en kvalsterart som beskrevs av Karppinen och Poltavskaja 1990. Graptoppia tanaitica ingår i släktet Graptoppia och familjen Oppiidae. Inga underarter finns listade i Catalogue of Life.